# Caleta Andrade
Caleta Andrade es una localidad en la comuna de Aysén, Provincia de Aysén, Región de Aysén, Chile. Se encuentra emplazado en el litoral sur de la Isla Las Huichas, archipiélago de Islas Huichas, ubicadas en el Canal Ferronave, contiguo al Canal Moraleda; entre la boca del Fiordo de Aysén (al S) y el Canal Puyuhuapi (al N), en las coordenadas 45°09′10″S 73°30′30″O / -45.15278, -73.50833. Allí, Caleta Andrade conforma una pequeña conurbación con otras dos localidades emplazadas inmediatamente al oeste de su emplazamiento, en la misma ribera Sur de la Isla Las Huichas: Estero Copa y Puerto Aguirre que comparten una costa de menos de 3 km lineales de largo. En el conjunto de esta conurbación, que suele ser llamada genéricamente "Puerto Aguirre" o "Las Huichas", habitan 1850 personas (estimación 2012 del INE). En Caleta Andrade se ubica el aeródromo que sirve de conexión aérea a la población de la zona. También cuenta con escuela primaria "Carlos Condell" que cuenta con aproximadamente 100 alumnos desde pre-kinder hasta octavo básico, posta de salud,junta de vecinos, cuerpo de bomberos, capilla católica (San José Obrero), templo evangélico Iglesia Metodista Pentecostal de Chile, comercio básico y un sendero de excursionismo señalizado, La Poza, administrado por CONAF.

## Historia
La "Fábrica de Conservas Ancla" se instaló en Caleta Andrade en 1946 por iniciativa del empresario Tito Appel. Hasta entonces habitaba en ese sector un único poblador, Francisco Andrade, de quien el lugar tomó el nombre.
En 1949 ya habitaban en Islas Huichas 300 personas. Pero el crecimiento, a partir de la actividad de la industria conservera, fue aparentemente explosivo, pues en 1951 se reporta que, mientras en "Puerto Aguirre Cerda" vivían 1000 habitantes, en Caleta Andrade se habían instalado otros 500.

## Medios de comunicación
En Puerto Aguirre, Estero Copa y Caleta Andrade solo existen tres radios que emiten señal, también se pueden ver a través de Televisión abierta los cuatro canales principales del País (3 de ellos en TV digital a partir de 2024).

### Radioemisoras
- 88.5 MHz - Radio Nahuel (local, Puerto Aysén e Isla de Chiloé)

- 96.5 MHz - Brisas del Sur
- 106.5 MHz - FM del Mar

### Televisión
- 7 - TVN
- 9 - Mega
- 11 - Chilevision
- 13 - Canal 13

#### TDT (a partir de 2024)
- 7.1 - TVN HD
- 7.2 - NTV
- 7.31 - TVN One Seg
- 11.1 - Chilevisión HD
- 11.2 - UChile TV
- 11.31 - Chilevisión One Seg
- 13.1 - Canal 13 HD
- 13.2 - T13 En Vivo
- 13.31 - Canal 13 One Seg

También se encuentra asignada esta señal, pero sin embargo, es posible que el canal pueda renunciar su concesión de televisión como lo que ha ocurrido en otras ciudades del país 
- 9.1 - Mega
- 9.2 - Mega 2
- 9.31 - Mega One Seg